# Агински бурјатски округ
Агински бурјатски округ или Ага Бурјатија (рус. Агинский Бурятский округ, бурјатски: Агын Буряадай тойрог) је национални округ у Забајкалском крају Русије. Административни центар округа је насеље Агинскоје. По попису из 2010. године, 65,1% становништва округа чине Бурјати, а 32,5% Руси. Формиран је 2008. године, на подручју бившег Агинско бурјатског аутономног округа, који је био један од субјеката Руске федерације. 